# جامعة باريس 3 - السوربون الجديدة
جامعة باريس 3 السوربون الجديدة (بالفرنسية: Université Sorbonne Nouvelle - Paris 3) إحدى الجامعات الباريسية الثلاثة عشر. تشكل جزءاً من حرم جامعة السوربون.